# Croomia pauciflora
Croomia pauciflora är en enhjärtbladig växtart som först beskrevs av Thomas Nuttall, och fick sitt nu gällande namn av John Torrey. Croomia pauciflora ingår i släktet Croomia och familjen Stemonaceae. Inga underarter finns listade.